# Nandrolone
Il nandrolone (secondo la nomenclatura tradizionale degli steroidi 19-nortestosterone), è un derivato del testosterone, dal quale differisce per la rimozione del metile in posizione C19.
È uno steroide anabolizzante presente naturalmente nel corpo umano in piccole quantità; possiede proprietà androgene, seppur ridotte rispetto ad altri steroidi, ed anaboliche.
Il nandrolone è venduto come estere decanoato (nandrolone decanoato) con il nome commerciale di Deca Durabolin; le indicazioni terapeutiche registrate sono: terapia di supporto dell'osteoporosi post-menopausale e osteoporosi senile. 
È talvolta utilizzato anche in altre patologie come adiuvante: nella terapia di ipotrofia muscolare, nel recupero da fratture con ritardo nella formazione del callo osseo in pazienti con ostepatie, nella cachessia neoplastica e nelle anemie croniche. 
Inoltre viene utilizzato come adiuvante nella terapia della cachessia in pazienti con AIDS conclamata, con maggiore beneficio nei pazienti con deficienza androgenica.

## Caratteristiche strutturali
Il nandrolone ha una struttura chimica simile al testosterone, a cui è stato tolto un gruppo metilico in posizione 19; tale modificazione strutturale provoca un aumento della selettività anabolizzante (ovvero il rapporto tra effetti anabolizzanti e androgenizzanti).

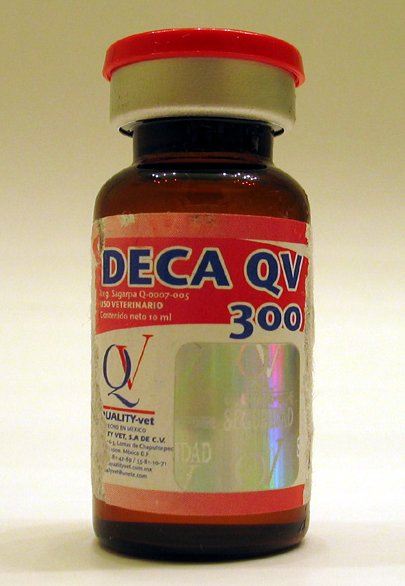
Boccetta di nandrolone per uso veterinario

## Doping
L'uso del nandrolone è indirettamente constatabile nell'esame delle urine controllando la presenza del 19-norandrosterone, un suo metabolita. La presenza nelle urine massima è stata posta a 2 ng/mL limite che, se superato, rende un atleta sospettato di doping.

## Controindicazioni
Non dovrebbe essere utilizzato dai soggetti che presentano ipersensibilità al principio attivo o a uno qualsiasi degli eccipienti, in gravidanza, nel carcinoma e adenoma prostatico, nel carcinoma mammario del maschio, nell'insufficienza epatica, in soggetti prepuberi e in caso di nefrosi.

## Precauzioni d'uso
Se somministrato a dosi elevate e per lungo tempo può esercitare azione androginica.
Nelle donne con carcinoma mammario e metastasi scheletriche può provocare ipercalcemia o ipercalciuria in questi casi il trattamento va immediatamente sospeso.
I soggetti con problemi epatici devono essere tenuti sotto controllo.
Nei pazienti diabetici può ridurre il fabbisogno di insulina o di altri ipoglicemizzanti.
È da evitare l'uso di questa categoria di farmaci per potenziare l'efficienza atletica.

## Effetti indesiderati
Un trattamento prolungato e somministrazioni troppo frequenti possono causare nelle donne virilizzazione cioè acne, irsutismo e aumento della libido. La comparsa di raucedine può essere il primo segno di cambiamenti delle corde vocali.
Trattamenti prolungati, alti dosaggi e/o somministrazioni troppo frequenti provocano amenorrea nelle donne e di inibizione della spermatogenesi nell'uomo, aumento dei trigliceridi e ridotta tolleranza ai glucidi, reazioni anafilattoidi e da ipersensibilità.
Un primo studio del 2011 ha evidenziato effetti indesiderati a lungo termine, specialmente se il nandrolone è assunto insieme ad altri steroidi anabolizzanti (come stanazolo), e a ormoni peptidici come il fattore di crescita insulinico IGF-1. 
L'assunzione è stata correlata per la prima volta a un aumento dose-dipendente del cancro alla prostata, tramite due vie :
1. attività dell'aromatasi e produzione di estradiolo, già nota;
2. sovraespressione del gene regolatore del numero di recettori di estrogeno nella membrana cellulare, gene che codifica la proteina CCND1, che come le altre cicline regolano le CDK-chinasi e la coordinazione nel tempo di qualsiasi evento del ciclo di vita delle cellule.

Una sovraespressione della CCND1 si osserva in varie forme di cancro, sebbene la CCND1 interagisca e sia a sua volta aumentata dalla Rb, proteina antitumorale (nello studio col nandrolone non si rileva un aumento della proteina Rb, né in altri studi che la proteina CCND1 induca la produzione di Rb, ma solamente il contrario che la Rb induce la CCND1).
Gli inibitori dell'aromatasi, utilizzati nei casi di cancro alla mammella per il recettore di estrogeno, mostrano una drastica azione su vari geni estrogeno-dipendenti come la proteina CCND1. non è stato studiato l'effetto di una somministrazione di nandrolone con inibitori dell'aromatasi per eliminare gli effetti a breve termine e mantenere inalterata l'attività estrogenica e il relativo rischio di cancro.